# Bobbili
Bobbili (teluga: బొబ్బిలి) är en ort i Indien.   Den ligger i distriktet Vizianagaram District och delstaten Andhra Pradesh, i den centrala delen av landet, 1 300 km sydost om huvudstaden New Delhi. Bobbili ligger 135 meter över havet och antalet invånare är 52 843.
Terrängen runt Bobbili är huvudsakligen platt, men västerut är den kuperad. Runt Bobbili är det tätbefolkat, med 369 invånare per kvadratkilometer. Bobbili är det största samhället i trakten. Trakten runt Bobbili består till största delen av jordbruksmark.